# Lopidea ampla
Lopidea ampla är en insektsart som beskrevs av Van Duzee 1917. Lopidea ampla ingår i släktet Lopidea och familjen ängsskinnbaggar. Inga underarter finns listade i Catalogue of Life.